# Sylvain Bitan
Pour les articles homonymes, voir Bitan.
Sylvain Bitan, né le 16 octobre 1941 à Tunis, est un athlète tunisien.
Il participe aux Jeux olympiques de 1960 dans l'épreuve de saut en hauteur. Il dispute également les Jeux panarabes de 1957 à Beyrouth et les Jeux de l'Amitié 1963 à Dakar.
Son record personnel est de 1,98 m en 1961.
Sportif multidiscplinaire, Sylvain Bitan a également joué au basket-ball au sein du Club sportif des cheminots à Tunis.